# ۱۰۱۵ (میلادی)
۱۰۱۵ (میلادی) هزار و پانزدهمین سال تقویم میلادی است.

## زادگان
- میخائیل پنجم، امپراتور بیزانس

## درگذشتگان
‎